# Сюри-и-Кальтер
Сюри-и-Кальтер (алб. Syri i Kaltër) — карстовый источник, редкий геологический объект, расположенный на юге Албании в окрестностях города Саранда (16 км на северо-восток). С 1996 года имеет статус памятника природы.

## Описание
Источник расположен у подножья горы Музина. Он питает реку Бистрица и обеспечивает работу местной гидроэлектростанции. Всего известно восемнадцать выходов воды. Водоём имеет необычную окраску — в центре источника вода насыщенного тёмно-синего цвета, а по краям ярко-голубого. Благодаря оттенку воды и круглой форме, природная достопримечательность получила название алб. Syri i Kaltër, что в переводе означает «синий глаз» (алб. syri — «глаз», алб. kaltër — «синий»).
Точная глубина водоёма, которую образуют источники, остается неизвестной: водолазы неоднократно пытались исследовать «Голубой глаз», однако им удалось опуститься лишь на 45 метров, так как вода из источника бьёт под большим давлением. Исследователи подсчитали, что дебит составляет до 6 м³/с, а туристы проводят собственные эксперименты: если бросить камешек в центр источника, то буквально через несколько секунд он появится на поверхности водоёма. Однако в 2004 году источник на некоторое время иссякал.
Необычно и то, что температура воды в источнике круглый год остаётся неизменной — около +13 °C.
Сам источник и прилегающая территория (180 га) находятся под охраной государства как памятник природы. Там произрастают дубы и платаны. Ниже источника по течению были устроены пруды для разведения рыбы (ныне почти не используются). Несмотря на охранный статус, рядом с источником в 1990-е годы был построен ресторан.